# Стенчешть (Мехедінць)
Стенчешть, Стенчешті (рум. Stăncești) — село у повіті Мехедінць в Румунії. Адміністративно підпорядковане місту Стрехая.
Село розташоване на відстані 225 км на захід від Бухареста, 48 км на схід від Дробета-Турну-Северина, 54 км на північний захід від Крайови.

## Населення
За даними перепису населення 2002 року у селі проживали 249 осіб, усі — румуни. Усі жителі села рідною мовою назвали румунську.